# 3 Pułk Piechoty KOP
3 Pułk Piechoty KOP (3 pp KOP) – oddział piechoty Korpusu Ochrony Pogranicza.
3 pułk piechoty KOP nie występował w pokojowej organizacji Wojska Polskiego. Został sformowany 24 sierpnia 1939, w mobilizacji alarmowej, przez pułk KOP „Głębokie”. Oddział został podporządkowany dowódcy Samodzielnej Grupy Operacyjnej „Narew” i skierowany do rejonu Augustowa.

## Walki pułku
W pierwszych tygodniach kampanii wrześniowej 1939 pułk pozostawał na zajmowanym odcinku obrony na Suwalszczyźnie, nie biorąc udziału w walkach. W nocy z 12 na 13 września pułk załadował się na transporty kolejowe na stacjach Nowa Kamienna, Augustów i Czarna Wieś.
W dniach 14–17 września został przetransportowany na Wołyń, w rejon Równe–Kostopol. W nocy z 17 na 18 września skoncentrował się w rejonie Daraźne. Tam do pułku dołączył trzyszwadronowy dywizjon kawalerii rtm. Bernarda Romanowskiego.
19 września o 6:00 pułk podjął marsz w kierunku Bugu w celu dołączenia do SGO „Polesie”. W trakcie marszu dołączyły do pułku batalion Szkoły Lotniczej z Tczewa oraz resztki I/207 pp. 20 września o 14:00 pułk dotarł do Kołek nad Styrem. Idący w szpicy III batalion został ostrzelany na przeprawach. Batalion rozwinął się do natarcia i po krótkiej walce zdobył miasteczko opanowane przez dywersantów ukraińskich. Wieczorem pułk przeszedł przez Kołki zatrzymując się we wsi Kobyle.
21 września o godzinie 10:00 pułk wyruszył w kierunku na Borowicze–Nawóz–Janówkę. Idący w straży przedniej I batalion, został zaatakowany pod wsią Borowicze przez nadjeżdżający od strony Łucka element rozpoznawczy batalionu rozpoznawczego sowieckiej 45 DS. Batalion w walce zniszczył 3 czołgi oraz 3 samochody ciężarowe. Nieprzyjaciel wycofał się w kierunku Hruziatyna i stąd wznowił natarcie. Na 3 pułk KOP uderzył sowiecki 16 pułk strzelecki wzmocniony batalionem czołgów i wspierany przez 212 pułk artylerii haubic. I batalion bronił pozycji w lesie pod Hruziatynem, a II baon pod wsią Nawóz. W ciężkich walkach bataliony ponosząc znaczne straty, utrzymywały pozycje.
O świcie 22 września pułk podjął próbę opanowania przepraw przez Stochód koło Janówki. W wyniku działań nieprzyjacielskiego lotnictwa, artylerii i broni maszynowej, natarcie załamało się, pułk poniósł duże straty. Według obliczeń dowódców kompanii wyniosły one 35 zabitych i około 80 rannych. Około 18:00 pułk przerwał walkę i wycofał się w rejon Mielnica–Wilecko. W nocy z 22 na 23 września z szeregów pułku zdezerterowali prawie wszyscy żołnierze z mniejszości narodowych.
23 września resztki pułku dotarły do Radoszyna, gdzie zostały okrążone przez sowieckie jednostki pancerne. Około 13:00 pułkownik Zajączkowski podjął decyzję o kapitulacji. Podpisane z przedstawicielami Armii Czerwonej warunki kapitulacji przewidywały zwolnienie wszystkich oficerów i szeregowych i odesłanie ich do domów. O 17:00 rozpoczęto składanie broni. Umowa kapitulacyjna została jednak złamana. Wbrew ustaleniom, wszystkich oficerów i podoficerów zawodowych zatrzymano jako jeńców.

## Struktura organizacyjna
- Dowództwo 3 pułku piechoty KOP
- I batalion (batalion KOP „Łużki”) – ppłk piech. Romuald II Kozłowski
- II batalion (batalion KOP „Podświle”) – ppłk piech. Władysław Stępkowicz
  - 4 kompania – kpt. Józef Minkina[5]
- III batalion (batalion KOP „Słobódka II”) – ppłk piech. Jan Lachowicz

## Żołnierze pułku
Obsada personalna dowództwa
- dowódca pułku – płk piech. Zdzisław Zajączkowski
- I adiutant – kpt. piech. Stefan IV Kozłowski
- II adiutant – kpt. piech. Adam Ludwik Kryciński †1940 Katyń
- kwatermistrz – kpt. adm. (piech.) Adam Kowalczyk
- lekarz – kpt. lek. Antoni Ignacy Gmerek

### Żołnierze pułku – ofiary zbrodni katyńskiej
Biogramy zamordowanych znajdują się na stronie internetowej Muzeum Katyńskiego
| Nazwisko i imię            | stopień              | zawód             | miejsce pracy przed mobilizacją             | zamordowany |
| -------------------------- | -------------------- | ----------------- | ------------------------------------------- | ----------- |
| Doboszyński Jarosław       | porucznik rezerwy    | inżynier rolnik   |                                             | Katyń       |
| Grobelny Stefan            | podporucznik rezerwy | nauczyciel        | majątek Alchimowszczyzna                    | Katyń       |
| Kowalczyk Adam             | kapitan              | żołnierz zawodowy | kwatermistrz pułku                          | Katyń       |
| Sochacki Tadeusz           | kapitan              | żołnierz zawodowy | dowódca 3 kg/baonu KOP „Łużki”              | Katyń       |
| Kozłowski Stefan           | kapitan              | żołnierz zawodowy | I adiutant                                  | Katyń       |
| Kryciński Adam Ludwik      | kapitan              | żołnierz zawodowy | II adiutant                                 | Katyń       |
| Stępkowicz Władysław       | podpułkownik         | żołnierz zawodowy | dca II batalionu (batalion KOP „Podświle”)  | Katyń       |
| Szlezinger Kazimierz       | kapitan              | żołnierz zawodowy | dowódca plutonu łączności baonu KOP „Łużki” | Katyń       |
| Rachel Franciszek Augustyn | kapitan              | żołnierz zawodowy |                                             | Katyń       |
| Gmerek Antoni              | kapitan lekarz       | żołnierz zawodowy | lekarz pułku                                | Charków     |
| Kurkliński Edward          | porucznik rezerwy    | nauczyciel        |                                             | Charków     |